# Gertrudis de Nivelles
Gertrudis de Nivelles (Landen, c. 626-Nivelles, 17 de marzo de 659) fue una religiosa y santa del territorio franco, fundadora y primera abadesa de Nivelles (Bélgica); es la santa patrona de la ciudad de Nivelles. Su memoria litúrgica se celebra el 17 de marzo.

## Biografía
Nacida en 626, era hija de Pipino de Landen (580-640) y de Itta de Metz (592-8 de mayo de 652), y sus hermanos fueron Bega de Cumberland y Grimoaldo I el Viejo. Su padre era el mayordomo de palacio de Dagoberto I, rey de Austrasia. Es el ancestro de Carlos Martel, Pipino el Breve y Carlomagno.
Santa Gertrudis procede de una familia tan renombrada que ocupaba el castillo de Nivelles. Desde su adolescencia, testimonia una disposición de espíritu profundamente religioso que le hacía rechazar a los pretendientes que le eran presentados. A la muerte de su padre, su madre, Santa Itta, bajo el consejo de Amando de Elnon, transforma el castillo familiar en un monasterio mixto, donde ella llega a ser la primera abadesa.
La aristocracia austrasiática se opone a la fundación, para evitar que los dominios importantes caigan en el control de la Iglesia, o para evitar que aumentara el prestigio de la familia de los Pipinos por esta fundación. Para evitar que Gertrudis fuera raptada y casada a la fuerza, Itta corta la cabellera de su hija, a fin de mostrar a todos la determinación de su hija de renunciar al matrimonio y de entrar en religión.
Poco después de la fundación del monasterio, Itta cede su lugar a su hija, quien se convierte en abadesa. Gertrudis se envuelve más en la vida religiosa. Se hace amiga de los santos irlandeses Feuillien y Ultan. Animada por una insaciable sed de conocimiento, busca un saber profundo de las Santas Escrituras, siéndole el santo monje Feuillien de una gran ayuda. Es de Gertrudis que San Feuillien recibe el terreno de Fosses, donde él se establece.
Los numerosos ayunos que practicó la debilitaron físicamente, aun cuando a la edad de 30 años deja la dirección de la abadía a su sobrina, Santa Vulfetrude. Muere tres años después, el 17 de marzo de 659.

## Veneración a Santa Gertrudis
Hacia 670, una religiosa de Nivelles escribe una Vita Garitrudis abbatissae Nivialencis. Del año 691 datan las Virtutes sanctae Geretrudis contando los milagros que se producen alrededor de su tumba, principalmente de curaciones, pero también la resurrección de un niño pequeño ahogado y el fin de un incendio que se dio en el monasterio.
Sus restos fueron inhumados en la entonces iglesia abacial de San Pedro, la cual fue renombrada como iglesia Santa Gertrudis en el siglo X. El culto de Santa Gertrudis se extendió desde Nivelles por toda Europa. Es patrona de viajeros, varias iglesias, capillas y hospitales.
En el siglo XV es invocada contra las invasiones de ratones en los Países Bajos, Alsacia y Cataluña, por lo que se lo conoce también como la santa patrona de los gatos, pues estos felinos ayudan a controlar dichas plagas.
Se le representa con una cruz abacial y/o con una corona de princesa, o como una religiosa.